# Kanaalstraat (Utrecht)
De Kanaalstraat is de centrale straat van de subwijk Lombok in de stad Utrecht in de Nederlandse provincie Utrecht.
De straat loopt van het Westplein, dat aan het Utrechtse stationsgebied grenst, tot aan de Billitonkade en de Ouderijnbrug waar de Kanaalstraat overgaat in de Laan van Nieuw Guinea. Een markant gebouw is de Sint-Antonius van Paduakerk, een neoromaanse kerk uit 1902-1903, ontworpen door Jos Cuypers en Jan Stuyt. Ook bevindt zich aan de Kanaalstraat 36-38 een gemeentelijk monumentaal voormalig badhuis uit ca. 1915-1916.

## Multiculturele allure
Vanwege de marktachtige sfeer met winkels van velerlei etnische achtergrond, heeft de Kanaalstraat grote, zelfs internationale bekendheid gekregen. De winkelstraat trekt vanwege het uitgebreide en gespecialiseerde aanbod bezoekers uit de hele regio. Door de bekendheid van de straat en de centrale ligging ervan in de wijk, is de Kanaalstraat soms synoniem met Lombok.
Zo is er het verhaal van twee mensen uit Utrecht die autopech kregen ergens op het Turkse platteland. De bewoners van het dorp boden hulp en vroegen waar de buitenlanders vandaan kwamen.
"Uit Nederland", was het antwoord.
"O, de Kanaalstraat", riepen de Turken.
Ook in andere steden zijn soortgelijke straten te vinden. In Amsterdam is de Albert Cuyp een officiële marktstraat. In Den Haag is er de Marktweg.
Billitonkade ·
Damstraat ·
Jan Pieterszoon Coenstraat ·
Kanaalstraat ·
Leidsekade ·
Westplein